# Republika (album)
Republika – dwupłytowy album z najlepszymi piosenkami zespołu Republika, nagrany na kilku koncertach w Radiowej Trójce, wydany w 2002 roku, po śmierci Grzegorza Ciechowskiego. Zawiera także 4 nowe, wcześniej niepublikowane piosenki.
Piosenka pt. „Śmierć na pięć” planowo miała być podstawą, planowanej przez zespół nowej płyty. Śmierć Grzegorza Ciechowskiego przerwała jednak produkcję płyty, a „Śmierć na pięć” pojawiła się na płycie jako jedyna nowa piosenka zespołu. „Noc wampira” i „Zielone usta” zostały skomponowane w 1981 roku, a „Fast” to podkład instrumentalny do nieukończonej, nowej piosenki.

## Lista utworów
Źródło:.

### CD 1
1. „Kombinat” – 3:32
2. „Śmierć w bikini” – 4:27
3. „Tak długo czekam (Ciało)” – 5:47
4. „Reinkarnacje” – 5:45
5. „Tu jestem w niebie” – 4:45
6. „Prośba do następcy” – 4:23
7. „Halucynacje” – 5:24
8. „Nieustanne tango” – 5:13
9. „Masakra” – 3:39
10. „Odchodząc” – 4:30
11. „Mamona” – 3:00
12. „Sam na linie” – 6:01
13. „Sexy doll” – 4:05
14. „Telefony” – 4:23
15. „Biała flaga” – 4:45

### CD 2
1. „Śmierć na pięć” (muz. i sł. Grzegorz Ciechowski) – 3:13
2. „Zielone usta” (muz. Sławomir Ciesielski[7], sł. Grzegorz Ciechowski) – 4:04
3. „Noc wampira” (muz. Sławomir Ciesielski[8]) – 3:21
4. „Fast” (wersja robocza) (muz. Grzegorz Ciechowski i Zbigniew Krzywański[9]) – 3:55

## Muzycy
Źródło:.
- Grzegorz Ciechowski – flet, organy Hammonda, instrumenty klawiszowe, organy, śpiew
- Zbigniew Krzywański – gitara akustyczna, gitara, śpiew
- Leszek Biolik – gitara basowa, djembe, flet, śpiew
- Sławomir Ciesielski – perkusja, flet, śpiew